# جمعية مرشدات ناميبيا
جمعية مرشدات ناميبيا هي المنظمة الإرشادية الوطنية في ناميبيا. تأسست في عام 1923 باسم جمعية مرشدات جنوب غرب أفريقيا، أصبحت المنظمة عضوا في الرابطة العالمية للمرشدات وفتيات الكشافة في عام 1993 . الجمعية موجهه فقط للفتيات وتحوي 1124 عضوا (اعتبارا من 2003).